# Dwight Howard
Dwight David Howard (født 8. december 1985, i Atlanta, Georgia, USA) er en amerikansk basketballspiller, der spiller center i NBA-klubben Los Angeles Lakers. Han har tidligere spillet i Charlotte Hornets, Atlanta Hawks, Houston Rockets, Los Angeles Lakers og Orlando Magic. Howard kom ind i ligaen i 2004, hvor Orlando valgte ham med det allerførste valg i draften. Han var i klubben i ni sæsoner. 
Howard blev i sit senior year anset som den bedste high school-spiller i USA og fik flere udmærkelser, bl.a. Naismith Prep Player of the Year Award og co-MVP (med J.R. Smith) ved McDonald's High School All-American Game. Han valgte – som sit store idol Kevin Garnett – at gå direkte fra high school til NBA.
I sin første sæson i Orlando blev han valgt til NBA All-Rookie First Team. Siden 2007 er han blevet udtaget til samtlige All Star-kampe i NBA. De tre første gange deltog han i dunkekonkurrencen, som han vandt 2008 med bl.a. det berømte "Superman" dunk, hvor han dunkede iført en Superman-spilletrøje og -kappe.
I 2009 blev Dwight Howard valgt til Defensive Player of the Year som den yngste nogensinde. Han blev genvalgt i 2010 og 2011.

## Landshold
Howard repræsenterede i 2006 det amerikanske landshold ved VM i Japan, hvor holdet vandt bronzemedaljer. Derpå var han han igen var med på holdet til OL 2008 i Beijing. Med Kobe Bryant, Dwyane Wade og LeBron James i spidsen vandt amerikanerne den indledende pulje stensikkert. I kvartfinalen blev det sikker sejr over Australien, i semifinalen over Argentina, og i finalen sikrede amerikanerne sig guldet med sejr på 118-107 over verdensmestrene fra Spanien, der dermed fik sølv, mens Argentina fik bronze.